# Одолень (альбом)
Одолень — мини-альбом российской группы 25/17, выпущенный осенью 2022. «Мини-альбом „Одолень“ — это продолжение нашего весеннего мини-альбома „Неизбывность“.
Но если на „Неизбывности“ все песни, кроме одной, были написаны до 24 февраля, а это сейчас дата, поделившая новейшую историю России на до и после, то все треки на нашем последнем на данный момент альбоме были написаны этим летом.» — говорил Андрей Бледный. Альбом более спокойный, чем прошлый релиз группы, глубокий, гасящий страхи, разный по стилистике, не чуждый гротеск, иронии и по-философски мудрый.

## Список композиций
| №                   | Название              | Длительность |
| ------------------- | --------------------- | ------------ |
| 1.                  | «Колобок»             | 3:29         |
| 2.                  | «Обмани меня»         | 2:39         |
| 3.                  | «Банда»               | 4:12         |
| 4.                  | «Холодная весна»      | 3:05         |
| 5.                  | «Мальчик»             | 3:17         |
| 6.                  | «Победит»             | 4:09         |
| 7.                  | «Апрель (Кино cover)» | 3:05         |
| Общая длительность: | Общая длительность:   | 23:55        |

## История создания
Мини-альбом "Одолень" - это продолжение нашего весеннего мини-альбома "Неизбывность". 
Но если на "Неизбывности" все песни, кроме одной, были написаны до 24 февраля, а это сейчас дата, поделившая новейшую историю России на до и после, то все треки на нашем последнем на данный момент альбоме были написаны этим летом.
Почему мы так назвали альбом? 
Помимо того, что в славянской мифологии упоминается одолень-трава, она же кувшинка, в чудодейственную силу которой верили наши предки, мне нравится это слово чисто фонетически. Для себя я его слышу как одоление лени, одоление ада, преодоление себя и того, что вокруг. В этом слове я слышу надежду.
Андрей Бледный

## Отзывы и рецензии
Выбор Бориса Барабанова
25/17 невероятно плодовиты и едва успевают упаковывать новый материал удобным для слушателя образом. Центральная песня альбома называется «Холодная весна», и ведущие патриотических телеграм-каналов успели объявить ее лучшим текстом о том, кто сейчас свои, кто чужие и кто на чьей стороне. Авторы же говорят, что «как пели про любовь и смерть, так и поют, такая вот колея». «Холодная весна» — это прежде всего умелое обращение со словом. «Боярин тендер пилит, мой фендер — это вилы»,— такого у 25/17 уйма. Как и любую хорошую песню, слушатель может повернуть «Холодную весну» к себе нужным боком и приспособить к своим убеждениям. Самый живой пример в этом смысле — наследие Виктора Цоя. К слову, без «Кино» не обошлось и на этом альбоме. Его замыкает песня «Апрель» с дополнительными строфами Андрея Бледного, и каждый может решить для себя, что для него «весна».
Александр Алексеев, RG.RU
Культовый коллектив Андрея Позднухова и Антона Завьялова выпускает уже второй альбом за год. Первый, вышедший весной - "Неизбывность" - впечатлял перепадами настроения, нервными, почти шаманскими наговорами и изломанностью песенных историй. Нынешний - "Одолень" - уже другой. Более спокойный, глубокий, гасящий страхи, разный по стилистике, не чуждый гротеск, иронии и по-философски мудрый.
Кажется, что "25/17" как раз и замышляли выпустить в этом году именно двойник - столь разнятся эти два диска с их настроениями, мыслями, открытиями и стилистическими ориентирами. А может, все дело в том, что за полгода произошло столько событий, что музыканты, как и слушатели, смогли уже многое понять: кто друг, а кто ищет - где или в какой стране приспособиться; кто герой и крепкое плечо, а кто вышел за печеньками?!
Конечно, в большинстве из семи треков ощущается и подспудное влияние Константина Кинчева из "Алисы" и Дмитрия Ревякина из "Калинова моста". Тех, с кем "25/17" записали пока, пожалуй, самый харизматичный альбом "Русский подорожник". Ощущается уже в умении изобретать новые слова, основанные на славянской фольклорной традиции, а то и вовсе - языческой. Название альбома "Одолень" - ведь тоже "новояз".

В итоге "Одолень" стал, пожалуй, самым актуальным, злободневным альбомом о сегодняшнем дне с его эмоциями, смятениями и озарениями. Не чужд он и метких наблюдений о романтике и социальных метаморфозах новых влюбленных, хотя прежде лирика привлекала группу не часто. Да и завершается довольно неожиданно - кавером на не самую раскрученную, но одну из самых смятенных, мрачноватых и прорастающих в итоге надеждами песню Виктора Цоя "Апрель". Только уже с новыми строками, добавленными группой "25/17" к харизматичному хиту группы "Кино" из 80-х.
Рецензия: «25/17» - «Одолень». Новый Колобок и другие
Оценка: 7 из 10.
Можно ли слушать рэп-дуэт «25/17» тем, кто не разделяет политических взглядов его участников? Можно и даже нужно. Во-первых, их убеждения слишком демонизированы и никакого радикализма в них сейчас нет. Во-вторых, Антон «Ант» Завьялов и Андрей «Бледный» Позднухов делают качественный и с музыкальной, и с текстовой точки зрения продукт. Слушать их песни интересно и небесполезно, а их внятную подачу даже можно рекомендовать тем, кто только открывает для себя мир русскоязычного рэпа. Кроме того, у участников дуэта «25/17» есть чёткое разделение по амплуа и по внешности, и по голосам. Они такие разные, что могут позволить себе решать самые трудновыполнимые творческие задачи.
Семипесенный альбом «Одолень» - очередная небезынтересная подборка новых песен, начинающаяся с «Колобка»: тут и новая история сказочного персонажа, и занятная перепалка Анта с Бледным в припевах. «Обмани меня» лирическая история, но с серьёзным посылом: «Обмани-мани меня, давай будто ты со мной не ради денег». Трек «Банда» - он не про бандитов; это почти эталонный пример рэпа про любовь - сложная биография девушки со счастливым финалом.

«Холодная весна» - вроде как «песня гражданственного содержания», в которой содержатся мысли вроде «Мама-родина снова полюбит всех, кто однажды повернулся спиной, улыбнётся и в лоб поцелует холодной весной». Однако Ант и Бледный исполняют её в максимально дёрганом, ёрническом, каком-то скоморошьем стиле. Нервозность сменяется нежностью и мелодичностью в «Мальчике», светлом воспоминании стареющего юноши. В треке «Победит» «25/17» вновь довольно любопытно смешивают геополитику с философией, а в финальном «Апреле» добавляют к оригиналу Виктора Цоя мрачнейших куплетов от себя. Точнее, наоборот: куплеты идут перед припевом от группы «Кино», и песня таким образом движется от пессимизма к свету.
Алексей Мажаев, InterMedia